# Баца (Бистрица-Насауд)
Баца (рум. Bața) насеље је у Румунији у округу Бистрица-Насауд у општини Петру Рареш. Oпштина се налази на надморској висини од 253 m.

## Становништво
Према подацима из 2002. године у насељу је живело 846 становника.

### Попис2002.
| Расподела становништва по националности 2002.‍ | Расподела становништва по националности 2002.‍ | Расподела становништва по националности 2002.‍ | Расподела становништва по националности 2002.‍ | Расподела становништва по националности 2002.‍ |
| --------------------------------------------- | --------------------------------------------- | --------------------------------------------- | --------------------------------------------- | --------------------------------------------- |
|                                               |                                               |                                               |                                               |                                               |
| Румуни                                        | Румуни                                        |                                               | 438                                           | 51,8%                                         |
| Мађари                                        | Мађари                                        |                                               | 311                                           | 36,8%                                         |
| Роми                                          | Роми                                          |                                               | 96                                            | 11,4%                                         |